# Skippers Segeln & Ozean
Skippers Segeln & Ozean (französischer Titel: Skippers, voile & océan ) ist eine Schweizer Segelzeitschrift. Sie ist 2001 erstmals erschienen und damit das älteste noch immer aktive nautische Magazin der Schweiz.
Die Quartalszeitschrift mit einer Auflage von 20'000 Exemplaren erscheint auf Deutsch und auf Französisch und ist sowohl an den Schweizer Kiosken zum Einzelverkaufspreis von 14 Franken als auch per Abonnement erhältlich. Seit 2015 publiziert Skippers zudem das jährliche Sonderheft Skippers Motor über Motorboote und seit 2018 das Sonderheft Skippers Travel über Luxus-Reisen.

## Geschichte
Skippers wurde 2001 auf Initiative von Brice Lechevalier lanciert. Er wollte mit seinem ganz dem Segelsport gewidmeten Magazin eine Lücke in der Schweizer Medienlandschaft schliessen. Dank dem hochwertigen Auftritt mit bester Bild-, Layout- und Druckqualität hob sich Skippers auf Anhieb von der übrigen europäischen Fachpresse ab. Seine Anfänge fielen mit der Entstehung des America’s-Cup-Projekts des Syndikats Alinghi zusammen, das im Schweizer Segelsport eine Trendwende einleitete. Skippers war als wichtiger Zeuge und Akteur dieser euphorischen Jahre hautnah mit dabei.

### Die Alinghi-Jahre
Für die Erstausgabe interviewte Brice Lechevalier Ernesto Bertarelli, der die Silberkanne später nach Europa zurückholte, damals aber noch nicht so bekannt war wie heute. Bei dem ausführlichen Gespräch zeigte sich schnell, dass die beiden auf der gleichen Wellenlänge sind. Es sollte der Anfang einer langen Zusammenarbeit zwischen Skippers und dem Team Alinghi sein. 2005, 2006 und 2007, im Vorfeld des 32. America’s Cups, war Skippers für den in vier Sprachen und einer Auflage von 100'000 Exemplaren erschienenen offiziellen Alinghi-Guide verantwortlich. Gleichzeitig schloss Skippers mit der Regattatour der D35-Katamarane, die von Alinghi mitbegründet wurde und den Boom der Mehrrümpfer einläutete, eine Partnerschaft und brachte ab 2004 eine Sonderausgabe über die «Formel-1-Boote» heraus. In diesen erfolgreichen Segeljahren etablierte sich Skippers nachhaltig in der nautischen Szene der Schweiz. 2009 erreichte das Magazin einen weiteren Meilenstein in seiner Geschichte.

### Das Bündnis mit Swiss Sailing
2009 setzte sich Skippers in der Segelgemeinschaft der Deutsch- und der Westschweiz als tonangebendes Medium durch. Der Schweizer Segelverband Swiss Sailing suchte nach einer Möglichkeit, seine Mitglieder besser zu erreichen. Skippers schlug dem damaligen Präsidenten Roger Staub vor, in jeder Ausgabe Seiten zum aktuellen Geschehen von Swiss Sailing zu veröffentlichen und im Gegenzug Skippers an alle aktiven Mitglieder zu senden. Seit der Besiegelung dieser Partnerschaft setzen sich Skippers und der Verband mit vereinten Kräften für die Förderung des Segelsports ein. In diesem Bemühen riefen sie 2008 die SUI Sailing Awards ins Leben. Sie zeichnen jeweils die besten Seglerinnen und Segler der beiden vorangehenden Jahre aus und machen die Vielfalt der Projekte und die Qualität der Athleten unter Schweizer Flagge deutlich. Dieses dauerhafte Bündnis sorgt noch immer dafür, dass die Debatten in der Segelgemeinschaft konstruktiv weitergeführt werden.

## Skippers heute
2016 baute Skippers seine Online-Aktivitäten aus. Seither veröffentlicht das Magazin auf seiner Website wöchentliche News, die es über den mit Swiss Sailing gemeinsam erstellten Newsletter verbreitet. Gleichzeitig ist Skippers in den sozialen Medien aktiv.
Skippers berichtet nicht nur über das aktuelle Geschehen, sondern trägt durch die Unterstützung zahlreicher Anlässe auch massgeblich zu einer lebendigen Segelszene bei.
Skippers ist ausserdem Medienpartner der grössten europäischen Bootsmessen in Paris, Monaco, Cannes, La Rochelle, La Grande Motte und Düsseldorf. In der Schweiz ist Skippers Partner von SuisseNautic und wirkt an der Organisation des Salon nautique du Léman in Genf mit, für den es auch jedes Jahr den offiziellen Messeführer herausgibt.
Seit 2014 widmet Skippers der D35-Regattatour jedes Jahr 32 Seiten und greift darin aktuelle Themen rund um die Bootsklasse, die Segler, die Reglemente und die verschiedenen Anlässe der laufenden Saison auf. An jedem Anlass der D35 Trophy wird die D35-Sonderausgabe an die Gäste der Sponsoren und an die Besucher verteilt.
Skippers Motor ist Mitbegründer des Concours d’élégance in Cannes. An diesem Wettbewerb am Rande des Cannes Yachting Festivals werden die schönsten klassischen und modernen Motorboote ausgezeichnet.

## Sailing Awards
Die SUI Swiss Sailing Awards werden seit 2008 alle zwei Jahre an die grössten Schweizer Segeltalente vergeben. An diesem Prestigeanlass kommt jeweils das Who’s who der Schweizer Segelszene zusammen.